# 나카타 치사토
나카타 치사토(中田 ちさと, 1990년 10월 8일 - )는 일본의 여성 아이돌 그룹 전 AKB48의 팀K의 멤버이다.
사이타마현 출신. 2008년 10월 19일부로 극단 연구생에서 팀A의 멤버로 승급했다.
2017년 4월 24일, AKB48 극장에서 졸업 공연으로 인해 AKB48 졸업.